# Heinrich Glax
Heinrich Glax (* 27. November 1808 in Wien; † 28. Jänner 1879 in Graz) war ein österreichischer Historiker und Politiker.

## Leben
Heinrich Glax studierte Geschichte, konnte aber zunächst in seinem Beruf keine bezahlte Anstellung finden. So arbeitete er bis zum Jahre 1852 berufsfremd in der k.k. Staatsverwaltung und zwar als k.k. Rechnungsoffizial bei der k.k. Gefällen-Domänenbuchhaltung in Wien. Nebenbei war er als Journalist tätig. Er war Korrespondent der Ostdeutschen Post und der Augsburger Allgemeinen Zeitung.

## Politische und wissenschaftliche Laufbahn
Heinrich Glax hatte in seiner journalistischen Tätigkeit seinen eigentlichen Berufswunsch, Historiker zu werden, nicht aus den Augen verloren. Er hielt persönlichen Kontakt zu den meisten namhaften Historikern der Wiener Universität. Diese enge Verbindung sollte sich später auszahlen. Zunächst aber wandte er sich bei Ausbruch der Revolution von 1848 der Politik zu. Er wurde ab dem 25. Januar 1849 für den Wahlkreis Österreich unter der Enns Abgeordneten der Frankfurter Nationalversammlung, in der er bis zum 25. April 1849 als Fraktionsloser sein Mandat ausfüllte und dann wie alle österreichischen Abgeordneter aus dem Parlament ausschied. Nebenbei arbeitete er ab 1849  wissenschaftlich. Er beteiligte sich an der Gestaltung und Herausgabe der ,Quellen und Forschungen zur vaterländischen Geschichte'. Auch wenn seine Beiträge zu diesem Werk eher wenig bedeutend waren, erlangte er damit doch das Wohlwollen und die Unterstützung führender österreichischer Historiker. Den Empfehlungen dieser Freunde ist es in erster Linie zu verdanken, dass er 1851 als Nachfolger A. Jägers auf dessen ordentlichen Lehrstuhl für österreichische Geschichte an der Universität Innsbruck berufen wurde. In seinen Vorlesungen stand österreichische Geschichte des Mittelalters im Vordergrund. 1870 wurde Heinrich Glax emeritiert. Die angekündigte Geschichte Österreichs ist nicht mehr zustande gekommen.